# Daniel Casey
Daniel Casey, född 1 juni 1972, är en brittisk skådespelare, i Sverige främst känd för sin roll som Sgt Troy i Morden i Midsomer. Han växte upp i Stockton-on-Tees i England och hans far är TV-presentatör. 
Efter att ha gått med i en teater vid 14 års ålder bestämde han sig för att göra karriär som skådespelare.
Casey är gift och har en son (Raferty) född 2006. Sonen har han tillsammans med sin nuvarande fru Ellie.